# Tahith Chong
Tahith José Girigorio Djorkaef Chong, meglio noto come Tahith Chong (Willemstad, 4 dicembre 1999), è un calciatore olandese, centrocampista o attaccante del Luton Town.
Nel 2016 è stato inserito nella lista dei migliori sessanta calciatori nati nel 1999 stilata da The Guardian.

## Caratteristiche tecniche
È un'ala destra di piede mancino che abbina una tecnica sopraffina a grande forza fisica e velocità; può essere d'aiuto anche in fase di copertura.

## Carriera

### Club

#### Gli inizi
Calcisticamente cresciuto nel settore giovanile del Feyenoord.

#### Manchester United
Nell'estate del 2016 viene ingaggiato dagli inglesi del Manchester Utd.
Nella stagione 2018-2019 entra a far parte in pianta stabile della prima squadra dello United. Il 5 gennaio 2019 fa il suo debutto con i red devils, nella partita di FA Cup vinta per 2-0 contro il Reading all'Old Trafford. Il 2 marzo seguente debutta anche in Premier League, nella vittoria per 3-2 contro il Southampton, mentre quattro giorni dopo gioca la sua prima partita in Champions League, vinta per 3-1 sul campo del Paris Saint-Germain.

#### Werder Brema e Club Bruges
Nel 2020 viene ceduto in prestito al Werder Brema, rimanendoci fino al 30 gennaio 2021 (collezionando 13 presenze) quando al termine del contratto viene ingaggiato (in prestito) dal Club Bruges.

#### Birmingham City
A fine stagione viene nuovamente ceduto a titolo temporaneo, questa volta al Birmingham City.
Il 2 novembre 2021, a seguito di un grave infortunio all'inguine rimediato al Birmingham, il prestito viene rescisso e lui fa ritorno al Manchester Utd. A febbraio torna in prestito al Birmingham che a inizio settembre lo riscatta facendogli firmare un contratto quadriennale.

#### Luton Town
Il 14 luglio 2023 viene acquistato a titolo definitivo dal Luton Town, neo promosso in Premier League. La stagione 24/25 si apre con una sconfitta per 1-4 col Burnley, nella quale lui segna il gol dei suoi

### Nazionale
Dopo aver fatto la trafila di tutte le nazionali giovanili, tra cui l'esperienza con l'Under-17 olandese ai Campionati Europei UEFA Under 17 del 2016, dove ha segnato l'unico gol nella vittoria dei quarti di finale contro la Svezia.
Nel giugno 2021, accetta una chiamata dalla nazionale del Curaçao, entrando nel gruppo preliminare che avrebbe dovuto disputare la CONCACAF Gold Cup 2021. Tuttavia, non viene incluso nella lista definitiva che, in seguito, si è ritirata dal torneo a causa di un'epidemia di COVID-19 nel gruppo squadra.

## Statistiche

### Presenze e reti nei club
Statistiche aggiornate al 29 aprile 2025.
| Stagione                 | Squadra                  | Campionato               | Campionato | Campionato | Coppe nazionali | Coppe nazionali | Coppe nazionali | Coppe continentali | Coppe continentali | Coppe continentali | Altre coppe | Altre coppe | Altre coppe | Totale | Totale | Totale |
| Stagione                 | Squadra                  | Comp                     | Pres       | Reti       | Comp            | Pres            | Reti            | Comp               | Pres               | Reti               | Comp        | Pres        | Reti        | Pres   | Reti   |        |
| ------------------------ | ------------------------ | ------------------------ | ---------- | ---------- | --------------- | --------------- | --------------- | ------------------ | ------------------ | ------------------ | ----------- | ----------- | ----------- | ------ | ------ | ------ |
| 2018-2019                | Manchester Utd           | PL                       | 2          | 0          | FACup+CdL       | 1+0             | 0               | UCL                | 1                  | 0                  | -           | -           | -           | 4      | 0      |        |
| 2019-2020                | Manchester Utd           | PL                       | 3          | 0          | FACup+CdL       | 2+1             | 0               | UEL                | 6                  | 0                  | -           | -           | -           | 12     | 0      |        |
| Totale Manchester United | Totale Manchester United | Totale Manchester United | 5          | 0          |                 | 4               | 0               |                    | 7                  | 0                  |             | -           | -           | 16     | 0      |        |
| 2020-gen. 2021           | Werder Brema             | BL                       | 13         | 0          | CG              | 2               | 1               | -                  | -                  | -                  | -           | -           | -           | 15     | 1      |        |
| gen.-giu. 2021           | Club Bruges              | PL                       | 7+3        | 0          | CB              | 3               | 1               | UCL+UEL            | -                  | -                  | SB          | -           | -           | 13     | 1      |        |
| lug.-nov. 2021           | Birmingham City          | FLC                      | 13         | 0          | FACup+CdL       | -               | -               | -                  | -                  | -                  | -           | -           | -           | 13     | 0      |        |
| nov. 2021-feb. 2022      | Manchester Utd           | PL                       | -          | -          | FACup+CdL       | -               | -               | UCL                | -                  | -                  | -           | -           | -           | -      | -      |        |
| feb.-giu. 2022           | Birmingham City          | FLC                      | 7          | 1          | FACup+CdL       | -               | -               | -                  | -                  | -                  | -           | -           | -           | 7      | 1      |        |
| 2022-2023                | Birmingham City          | FLC                      | 38         | 4          | FACup+CdL       | 3+0             | 0+0             | -                  | -                  | -                  | -           | -           | -           | 41     | 4      |        |
| Totale Birmingham City   | Totale Birmingham City   | Totale Birmingham City   | 58         | 5          |                 | 3               | 0               |                    | -                  | -                  |             | -           | -           | 61     | 5      |        |
| 2023-2024                | Luton Town               | PL                       | 33         | 4          | FACup+CdL       | 4+1             | 1+0             | -                  | -                  | -                  | -           | -           | -           | 38     | 5      |        |
| 2024-2025                | Luton Town               | FLC                      | 29         | 2          | FACup+CdL       | 0+1             | 0               | -                  | -                  | -                  | -           | -           | -           | 30     | 2      |        |
| Totale Luton Town        | Totale Luton Town        | Totale Luton Town        | 62         | 6          |                 | 6               | 1               |                    | -                  | -                  |             | -           | -           | 68     | 7      |        |
| Totale carriera          | Totale carriera          | Totale carriera          | 148        | 11         |                 | 18              | 3               |                    | 7                  | 0                  |             | -           | -           | 173    | 14     |        |

### Cronologia presenze in nazionale
| Cronologia completa delle presenze e delle reti in nazionale ― Paesi Bassi under 21 | Cronologia completa delle presenze e delle reti in nazionale ― Paesi Bassi under 21 | Cronologia completa delle presenze e delle reti in nazionale ― Paesi Bassi under 21 | Cronologia completa delle presenze e delle reti in nazionale ― Paesi Bassi under 21 | Cronologia completa delle presenze e delle reti in nazionale ― Paesi Bassi under 21 | Cronologia completa delle presenze e delle reti in nazionale ― Paesi Bassi under 21 | Cronologia completa delle presenze e delle reti in nazionale ― Paesi Bassi under 21 | Cronologia completa delle presenze e delle reti in nazionale ― Paesi Bassi under 21 |
| Data                                                                                | Città                                                                               | In casa                                                                             | Risultato                                                                           | Ospiti                                                                              | Competizione                                                                        | Reti                                                                                | Note                                                                                |
| ----------------------------------------------------------------------------------- | ----------------------------------------------------------------------------------- | ----------------------------------------------------------------------------------- | ----------------------------------------------------------------------------------- | ----------------------------------------------------------------------------------- | ----------------------------------------------------------------------------------- | ----------------------------------------------------------------------------------- | ----------------------------------------------------------------------------------- |
| 16-11-2018                                                                          | Offenbach am Main                                                                   | Germania under 21                                                                   | 3 – 0                                                                               | Paesi Bassi under 21                                                                | Amichevole                                                                          | -                                                                                   | 62’                                                                                 |
| 24-3-2019                                                                           | Murcia                                                                              | Paesi Bassi under 21                                                                | 0 – 0                                                                               | Stati Uniti under 21                                                                | Amichevole                                                                          | -                                                                                   | 75’                                                                                 |
| 26-3-2019                                                                           | Murcia                                                                              | Paesi Bassi under 21                                                                | 1 – 0                                                                               | Egitto under 21                                                                     | Amichevole                                                                          | -                                                                                   | 81’                                                                                 |
| 10-9-2019                                                                           | Doetinchem                                                                          | Paesi Bassi under 21                                                                | 5 – 1                                                                               | Cipro under 21                                                                      | Qual. Europeo Under-21 2021                                                         | -                                                                                   | 72’                                                                                 |
| 14-11-2019                                                                          | Gibilterra                                                                          | Gibilterra under 21                                                                 | 0 – 6                                                                               | Paesi Bassi under 21                                                                | Qual. Europeo Under-21 2021                                                         | -                                                                                   | 73’                                                                                 |
| 19-11-2019                                                                          | Amsterdam                                                                           | Paesi Bassi under 21                                                                | 2 – 1                                                                               | Inghilterra under 21                                                                | Amichevole                                                                          | -                                                                                   | 79’                                                                                 |
| Totale                                                                              |                                                                                     | Presenze                                                                            | 6                                                                                   |                                                                                     | Reti                                                                                | 0                                                                                   |                                                                                     |

## Palmarès

### Club

#### Competizioni nazionali
- Campionato belga: 1

Club Bruges: 2020-2021